# Strapless

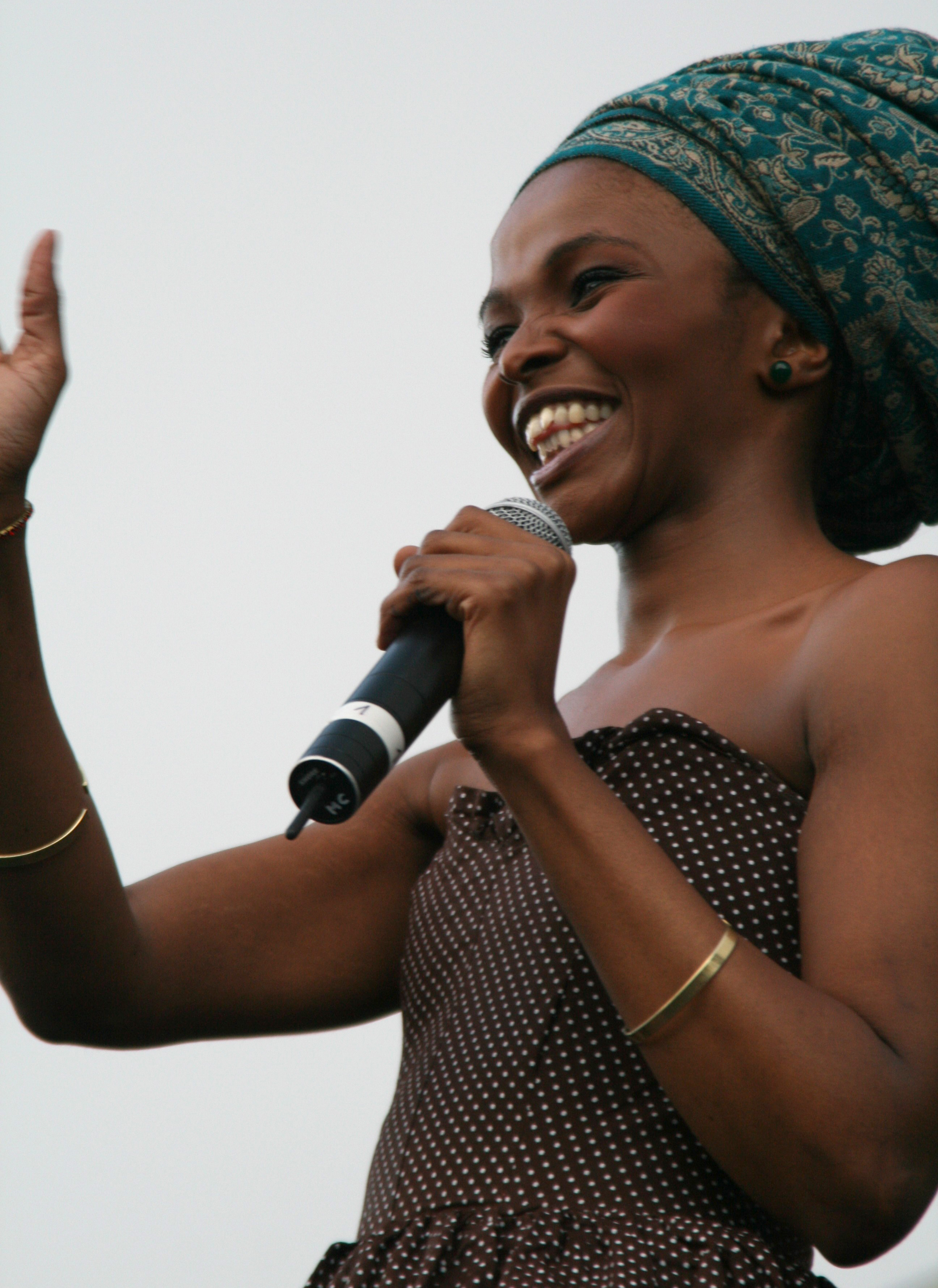
Simphiwe Dana

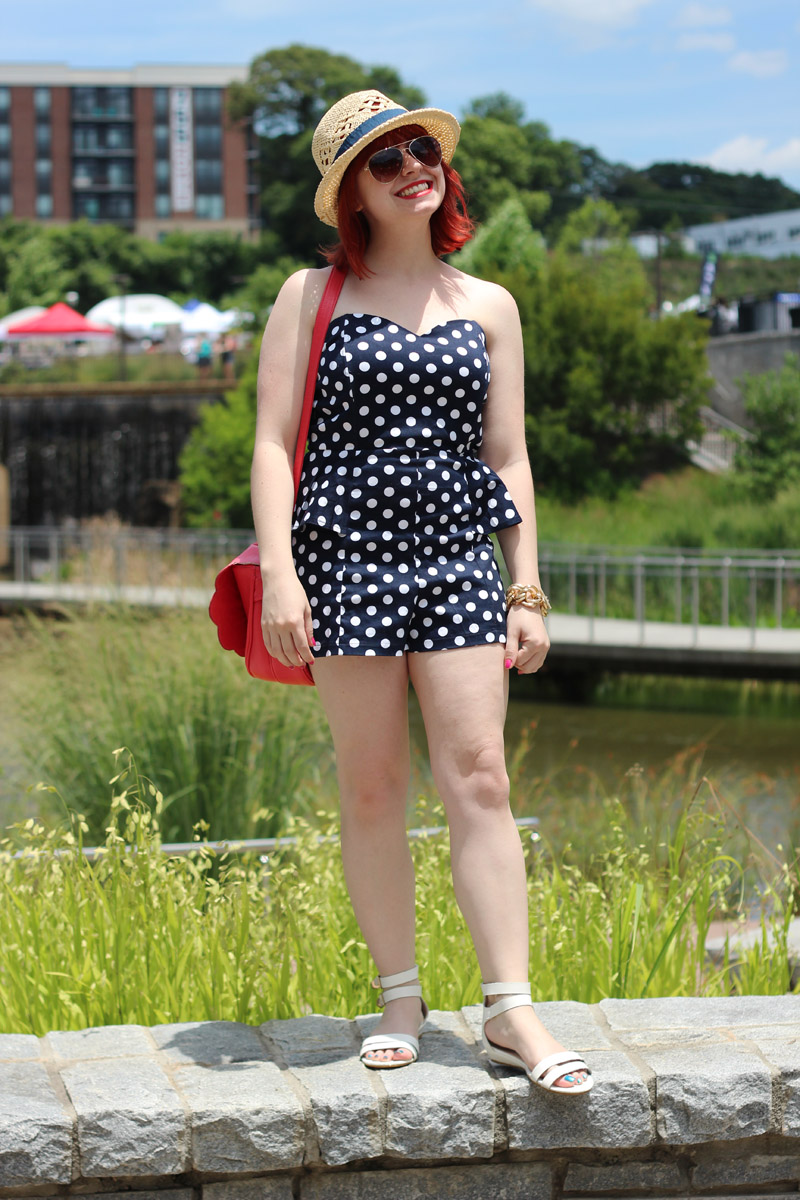
Strapless zomerkleding

Met strapless wordt een kledingstuk bedoeld dat strak om het bovenlichaam valt zonder schouderbandjes of andere zichtbare hulpmiddelen. Het kledingstuk wordt aan de binnenzijde meestal ondersteund door een soort korset. Een andere mogelijkheid is dat het zo strak zit om het bovenlichaam dat het niet vanzelf naar beneden zakt. 
Strapless bovengedeelten worden toegepast voor bij jurken, badpakken, blouses en behas.